# Boomerang (parcs Six Flags)
Pour les articles homonymes, voir Boomerang (homonymie).
Boomerang (également appelé Boomerang Coast to Coaster et Flashback) est le nom de montagnes russes navette situées dans les parcs d'attractions Six Flags. Il s'agit de modèles de série construits par Vekoma. L'entreprise néerlandaise nomme ce modèle Boomerang car la double inversion caractéristique de cette attraction est désignée sous le nom de boomerang.
Son tracé propose un parcours aller-retour et trois inversions. Le train est d'abord tracté en arrière par un chariot remorqueur rattaché à un câble sur une pente de 45 degrés, puis lâché en marche avant à une hauteur de 35,5 mètres. Il traverse alors la gare à 75,6 km/h, il subit l'inversion nommée boomerang qui consiste en deux inversions latérales successives et il se rétablit avant de traverser un looping vertical. Il est alors de nouveau tracté par une chaîne motrice montée sur des pistons sur une piste presque parallèle à la première pente. Lâché, il refait le même parcours en marche arrière et revient en gare. La force g ressentie par les passagers se chiffre à 5,2. Ses dimensions au sol sont de 88 mètres sur 30 mètres.
L'unique train est constitué de sept wagons. Ceux-ci accueillent quatre passagers sur deux rangs de deux sièges dotés d'harnais pour un total de vingt-huit passagers. La capacité horaire de ce modèle est de 760 personnes par heure.

## Histoire
Il est à noter que l'opérateur de parcs d'attractions aux États-Unis Premier Parks a créé son groupe grâce à une méthode de rachats offensive. Le 1er avril 1998, la société Premier Parks rachète le groupe Six Flags et ses parcs pour la somme de 1,9 milliard de dollars. Premier Parks se rebaptise Six Flags en 2000 car les décideurs préfèrent la rebaptiser Six Flags au vu de la notoriété de cette marque. Les parcs de son portfolio n'étant pas encore nommés Six Flags le sont progressivement.
En 1984, le Boomerang de La Ronde est ouvert au public. Depuis avril 2001, le parc est géré par la compagnie Six Flags et lui appartient sous un bail emphytéotique avec la ville de Montréal. En 2010, les harnais d'un wagon se sont ouverts pendant le trajet. Les deux passagers de douze ans n'ont pas été éjectés grâce à la force centrifuge. Ils n'ont subi aucune blessure,. La silhouette de l'attraction est le symbole du logo du parc.
Les montagnes russes Boomerang de Six Flags México sont en fonction depuis 1988. Le parc se nomme à l'époque Reino Aventura. En 1999, Premier Parks achète Reino Aventura pour un montant estimé à 59 millions de dollars. Il rouvre ses portes le 11 avril 2000 sous le nom de Six Flags México. L'attraction est une première fois ouverte sur l'ancien site Rafaela Padilla à Puebla, au Mexique, sous le nom de Boomerang de 1984 à 1986. Il s'agit du premier exemplaire de Boomerang Vekoma jamais construit en 1982. Il n'ouvre ses portes qu'en 1984 et après la construction du deuxième Boomerang au parc Bellewaerde. Les montagnes russes sont ensuite transférées à Reino Aventura sous le nom Boomerang avant d'être rebaptisées Escorpión entre 1992 et 1999. Lors de l'achat du parc par Six Flags, son nom est modifié à nouveau pour Boomerang.

Logo de Six Flags Great Escape Theme Park & Lodge

En 1996, le parc Great Escape & Splashwater Kingdom est racheté par Premier Parks, qui devient plus tard Six Flags. Boomerang Coast to Coaster est inauguré en 1997 pour un montant de cinq millions de dollars. L'attraction est renommée Flashback en 2016 et rejoint la zone thématique des années 1950. Tout comme à La Ronde, la silhouette de l'attraction est le symbole du logo de Six Flags Great Escape Theme Park & Lodge.
Boomerang Coast to Coaster accueille ses passagers depuis le 27 mars 1998 à Six Flags Discovery Kingdom. Le parc est encore nommé Marine World Africa USA à l'époque. En 1996, Premier Parks devient le gestionnaire du parc et y ajoute les premières attractions. Kong et Boomerang Coast to Coaster y sont les premières attractions à sensations. Premier Parks achète ensuite la société Six Flags. Le parc de loisirs est rebaptisé Six Flags Marine World en 1999 et enfin Six Flags Discovery Kingdom depuis 2007.
Parallèlement, le 16 mai 1998 ouvre un autre parcours de montagnes russes Boomerang Coast to Coaster à Six Flags Darien Lake. Son achat revient à quatre millions de dollars. En 1995, Premier Parks acquiert plusieurs parcs dont Darien Lake Fun Country et Geauga Lake. Six Flags Darien Lake est le nouveau nom du parc dès mai 1999. En avril 2007, Six Flags finalise la vente du parc d'attractions qui perd de ce fait le préfixe Six Flags. Le parc se nomme à nouveau Six Flags Darien Lake depuis la saison 2019.
Les montagnes russes Boomerang de Six Flags Fiesta Texas sont en fonction dès le 13 mars 1999. Depuis 1996, Time Warner gère le parc rebaptisé Six Flags Fiesta Texas. Premier Parks — qui a acquis la chaîne de parcs à thème Six Flags auprès de Time Warner — achète en octobre 1998 le site à USAA, qui en est le propriétaire jusqu'alors,. Premier Parks investit massivement sur le site en 1999. En cette année, le parc connaît la plus grande expansion de son histoire avec plus de dix nouveautés, autant dans Six Flags Fiesta Texas que dans le parc aquatique adjacent, rebaptisé Armadillo Beach en 1999. Avec ces investissements, le parc voit sa fréquentation annuelle augmenter de plus d'un million de visiteurs. Boomerang prend place au centre de la zone Los Festivales et devient également la pièce centrale du parc de loisirs.
Le 30 avril 1999, le Boomerang d'Elitch Gardens est ouvert au public. De nombreux ajouts ont lieu en 1999 lorsque le parc est officiellement rebaptisé Six Flags Elitch Gardens. La première et plus remarquable des additions traditionnelles des parcs à thème Six Flags est Boomerang. Le parc faisait partie du portfolio acheté par Premier Parks à Time Warner en 1998. En janvier 2007, Six Flags annonce que le site, ainsi que six autres parcs, seraient vendus pour un total de 312 millions de dollars. Le préfixe Six Flags est donc supprimé du nom pour être à nouveau nommé Elitch Gardens.
Les montagnes russes Flashback de Six Flags New England sont en fonction depuis 2000 sur l'emplacement occupé jusqu'alors par Black Widow. En cette année, le parc jusqu'alors nommé Riverside est rebaptisé Six Flags New England et bénéficie des mêmes faveurs que les autres propriétés Six Flags avec de nombreux ajouts. L'attraction est une première fois ouverte dans l'ancien parc Star Lake Amusement Park dans le district de Duanzhou, en Chine, sous le nom probable de Boomerang de 1985 à 1989. Les montagnes russes sont ensuite transférées à Kentucky Kingdom — parc nommé Six Flags Kentucky Kingdom de 1998 à 2009 — sous le nom Vampire agrémenté du slogan controversé « Give blood at your local park » entre 1990 et 1999. Il est à noter que ce parc rouvrait en 1990 avec de nouveaux opérateurs et une nouvelle équipe de direction.
Les anciennes montagnes russes Zydeco Scream du défunt parc Six Flags New Orleans sont en fonction entre 2000 et 2005. Le parc se nomme en son année d'ouverture Jazzland lorsque l'attraction y ouvre au public. En 2001, le bail du site est mis en vente et en mars 2002, Six Flags l’achète. Au début de 2003, Six Flags améliore le parc et le renomme Six Flags New Orleans, à la manière de ses autres propriétés. Zydeco Scream est situé dans le quartier Pontchartrain Beach. L'ouragan Katrina frappe le parc le 29 août 2005, celui-ci est inondé et reste fermé depuis lors,. L'attraction ferme également et se dresse toujours au même emplacement,. Zydeco Scream est une première fois ouverte dans le parc espagnol Parque de Atracciones de Montjuic (es), sous le nom de Boomerang de 1990 à 1998.
Flying Cobras accueille ses passagers depuis le 28 mars 2009 à Carowinds. Il y a d'abord été nommé Carolina Cobra jusqu'en 2016. Carowinds n'a jamais été un parc Six Flags. Le circuit de montagnes russes provient de Geauga Lake ; Premier Parks rachète d'ailleurs successivement en 1995 Geauga Lake — nommé Six Flags Ohio en 2000 — puis en 2001 SeaWorld Aurora. Les deux parcs sont réunis et deviennent Six Flags Worlds of Adventure en 2001. En 1996, le nouveau propriétaire Premier Parks investit 9 millions de dollars dans de nouvelles attractions, dont un modèle boomerang nommé Mind Eraser de 1996 à 2003 puis Head Spin de 2004 à 2007. Six Flags vend Six Flags Worlds of Adventure en 2004.
Le 8 juin 2013 ouvre le circuit de montagnes russes Boomerang dans la section Illinois de Six Flags St. Louis,. Il provient de Six Flags Over Texas où il accueille sous le nom Flashback ses passagers de 1989 au 3 septembre 2012 dans le quartier Goodtimes Square. Il est le premier modèle boomerang construit dans un parc estampillé Six Flags.
| Nom                                                                                | Parc                                                            | Pays       | Année                        | Statut |
| ---------------------------------------------------------------------------------- | --------------------------------------------------------------- | ---------- | ---------------------------- | ------ |
| Boomerang                                                                          | La Ronde                                                        | Canada     | 1984                         | Ouvert |
| Boomerang Anciennement Escorpión                                                   | Six Flags México Rafaela Padilla                                | Mexique    | 1988 1984 à 1986             | Ouvert |
| Boomerang                                                                          | Six Flags Fiesta Texas                                          | États-Unis | 1999                         | Ouvert |
| Boomerang                                                                          | Elitch Gardens                                                  | États-Unis | 1999                         | Ouvert |
| Boomerang Anciennement Flashback                                                   | Six Flags St. Louis Six Flags Over Texas                        | États-Unis | 2013 1989 à 2012             | Ouvert |
| Boomerang Coast to Coaster                                                         | Six Flags Discovery Kingdom                                     | États-Unis | 1998                         | Ouvert |
| Boomerang Coast to Coaster                                                         | Six Flags Darien Lake                                           | États-Unis | 1998                         | Ouvert |
| Flashback Anciennement Boomerang Coast to Coaster                                  | Six Flags Great Escape Theme Park & Lodge                       | États-Unis | 1997                         | Ouvert |
| Flashback Anciennement Vampire Anciennement Boomerang                              | Six Flags New England Kentucky Kingdom Star Lake Amusement Park | États-Unis | 2000 1990 à 1999 1985 à 1989 | Ouvert |
| Flying Cobras Anciennement Carolina Cobra Anciennement Head Spin, puis Mind Eraser | Carowinds Geauga Lake                                           | États-Unis | 2009 1996 à 2007             | Ouvert |
| Zydeco Scream Anciennement Boomerang                                               | Six Flags New Orleans Parque de Atracciones de Montjuic (es)    | États-Unis | 2000 à 2005 1990 à 1998      | Fermé  |